# Жак Пеллегрін
Жак Пеллегрін (фр. Jacques Pellegrin, 12 червня 1873, Париж - 12 серпня 1944, там же) — французький зоолог.
Працював під керівництвом Леона Вайлланта (відділення рептилій і риб) у Національному музеї природознавства в Парижі. Він захистив докторські дисертації в галузі медицини (1899) і науки (1904). У 1908 році призначений заступником директора музею. У 1917 році він став президентом Зоологічного товариства Франції.
Після багатьох експедицій за кордоном, Пеллегрін став суб-директором музею в 1937 році і замінив Луї Руле (1861-1942) на посаді начальника відділу герпетології та іхтіології.
Жак Пеллегрін опублікував понад 600 наукових книг і статей, описав близько 350 нових видів тварин.

## Вшанування
На його честь названо кілька видів риб:
- Apletodon pellegrini [5]
- Barbus pellegrini[6]
- Crenicichla pellegrini [7]
- Ctenopoma pellegrini
- Geophagus pellegrini [8]
- Nemacheilus pellegrini [9]